# Vorpanzer
Vorpanzer ist ein Begriff aus dem Festungsbauwesen des 19. und frühen 20. Jahrhunderts.

Vorpanzer in einem Panzerturm mit Depressionslafette

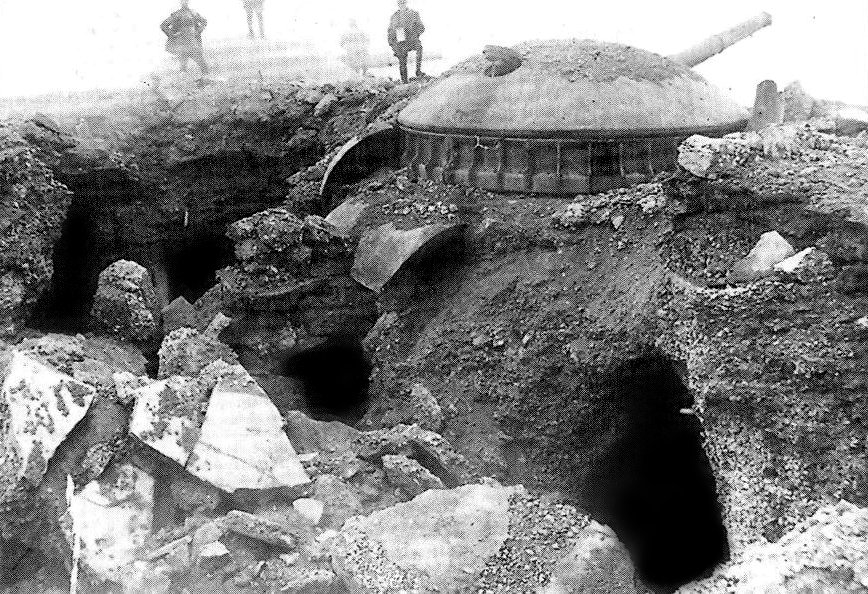
Durch schwere Artillerie freigelegter Vorpanzer des italienischen Fort Monte Verena 1916

Da bei drehbaren Geschütztürmen in Panzerkuppeln an der Stelle des Übergangs vom Werksverdeck in den Geschützbrunnen eine Schwachstelle bauartbedingt nicht zu vermeiden war, setzte man hier den sog. Vorpanzer ein.
Es handelte sich um einen kegelstumpfförmigen, gewölbten Stahlring, der unten auf dem Rand des Geschützbrunnens aufsaß und oben (in den meisten Fällen) den Drehkranz der Geschützkuppel trug. Er war zusätzlich mit einer Betonschicht abgedeckt. Es war den Konstrukteuren jedoch nicht in allen Fällen gelungen, die bekannte Schwachstelle endgültig zu beseitigen. Im Ersten Weltkrieg zum Beispiel wurden durch den Beschuss mit schwersten Kalibern (30,5 cm und 42 cm) die Vorpanzer mehrerer Festungswerke an der Grenze zwischen Italien und Österreich-Ungarn auf der Hochfläche der Sieben Gemeinden (Altopiano dei Sette Comuni) sowohl auf italienischer als auch auf österreichischer Seite glatt durchschlagen.
Als Folge davon wurde durch die Explosion im Geschützbrunnen nicht nur die gesamte Geschützbedienung getötet, sondern auch in mehreren Fällen die komplette Turmkuppel herausgeschleudert.